# نظام بصري غير متقارب

في البصريات، يسمى نظام بصري بأنه غير متقارب، إن لم يمتلك بؤرة محرقية في خرجه، بمعنى انه يمتلك بعد محرقي لانهائي. يمكن إنشاء نظام يحقق شرط التباعد المحرقي اللانهائي من خلال عنصرين بصريين، كعدستين مثلا.